# Toy-Viam
Toy-Viam est une commune française située dans le département de la Corrèze, en région Nouvelle-Aquitaine.

## Géographie

### Communes limitrophes
|      | Tarnac   |        |
| Viam | Toy-Viam | Tarnac |
|      | Bugeat   |        |

Situé sur les contreforts du Massif central sur le plateau de Millevaches au cœur des hautes terres de la Montagne Limousine, le parc naturel régional de Millevaches en Limousin s’étend sur les départements de la Corrèze, de la Creuse et de la Haute-Vienne, entre 400 et 1 000 mètres d’altitude.
Son territoire est constitué de milieux naturels où alternent tourbières, landes sèches à bruyères, forêts de feuillus, forêts de pente, prairies, gentiane… Il abrite des espèces animales sensibles : loutre, moule perlière, papillons rares, linottes, circaète, truite fario…, et constitue une terre d’étape des oiseaux migrateurs.

### Climat
Pour des articles plus généraux, voir Climat de la Nouvelle-Aquitaine et Climat de la Corrèze.
Historiquement, la commune est exposée à un climat montagnard.
En 2020, Météo-France publie une typologie des climats de la France métropolitaine dans laquelle la commune est exposée à un climat de montagne et est dans la région climatique  Ouest et nord-ouest du Massif Central, caractérisée par une pluviométrie annuelle de 900 à 1 500 mm, maximale en automne et en hiver.
Pour la période 1971-2000, la température annuelle moyenne est de 9,3 °C, avec  une amplitude thermique annuelle de 14,6 °C. Le cumul annuel moyen de précipitations est de 1 454 mm, avec 14,5 jours de précipitations en janvier et 8,8 jours en juillet. Pour la période 1991-2020, la température moyenne annuelle observée sur la station météorologique la plus proche, située sur la commune de Peyrelevade à 11 km à vol d'oiseau, est de 9,2 °C et le cumul annuel moyen de précipitations est de 1 338,6 mm,. Pour l'avenir, les paramètres climatiques de la commune estimés pour 2050 selon différents scénarios d’émission de gaz à effet de serre sont consultables sur un site dédié publié par Météo-France en novembre 2022.

## Urbanisme

### Typologie
Au 1er janvier 2024, Toy-Viam est catégorisée commune rurale à habitat très dispersé, selon la nouvelle grille communale de densité à 7 niveaux définie par l'Insee en 2022.
Elle est située hors unité urbaine et hors attraction des villes,.

### Occupation des sols
L'occupation des sols de la commune, telle qu'elle ressort de la base de données européenne d’occupation biophysique des sols Corine Land Cover (CLC), est marquée par l'importance des forêts et milieux semi-naturels (75,6 % en 2018), une proportion identique à celle de 1990 (75,6 %). La répartition détaillée en 2018 est la suivante : 
forêts (63,3 %), prairies (15,5 %), milieux à végétation arbustive et/ou herbacée (12,3 %), zones agricoles hétérogènes (8,9 %).
L'évolution de l’occupation des sols de la commune et de ses infrastructures peut être observée sur les différentes représentations cartographiques du territoire : la carte de Cassini (XVIIIe siècle), la carte d'état-major (1820-1866) et les cartes ou photos aériennes de l'IGN pour la période actuelle (1950 à aujourd'hui).

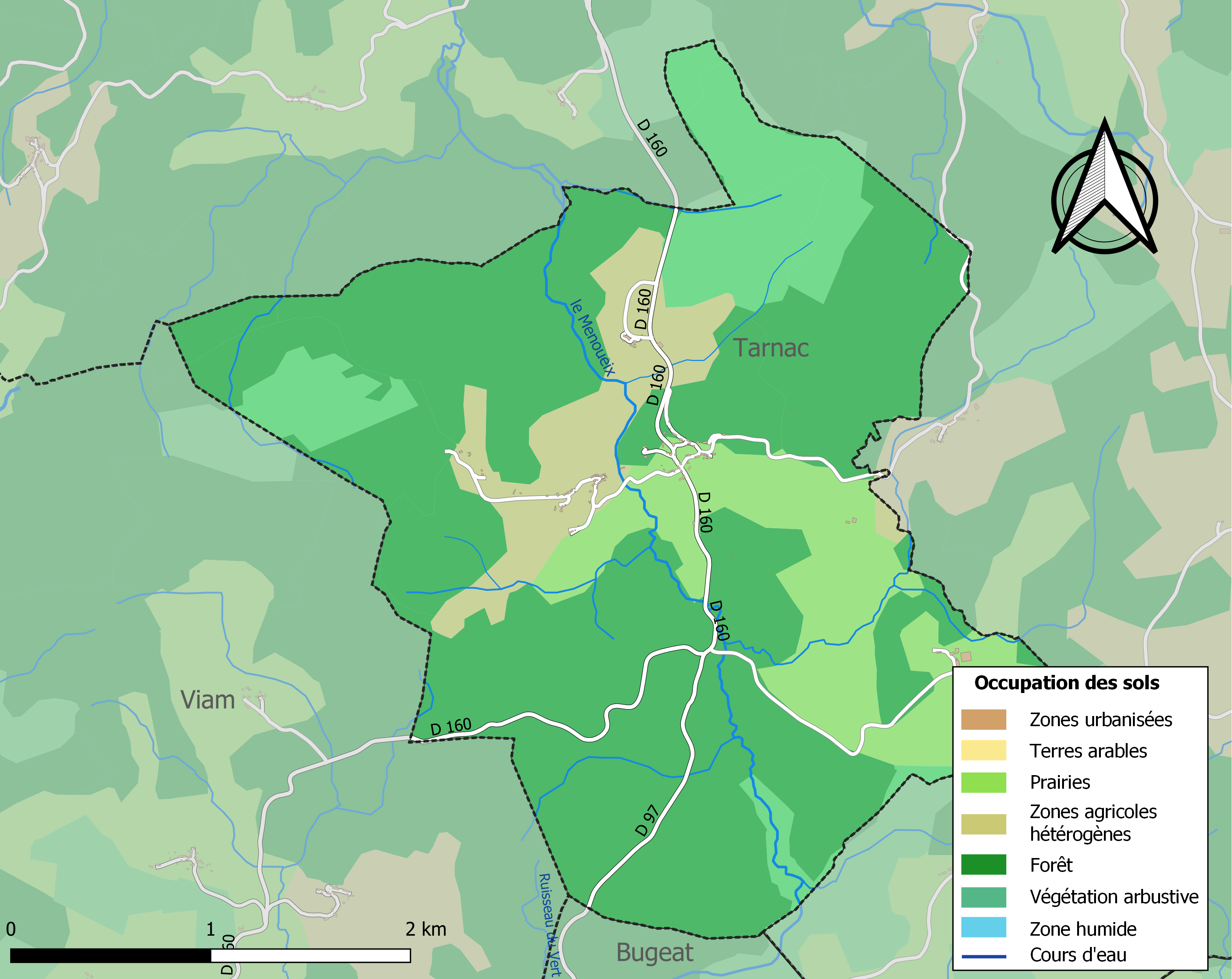
Carte des infrastructures et de l'occupation des sols de la commune en 2018 (CLC).

### Risques majeurs
Le territoire de la commune de Toy-Viam est vulnérable à différents aléas naturels : météorologiques (tempête, orage, neige, grand froid, canicule ou sécheresse), feux de forêts et séisme (sismicité très faible). Il est également exposé à un risque particulier : le risque de radon. Un site publié par le BRGM permet d'évaluer simplement et rapidement les risques d'un bien localisé soit par son adresse soit par le numéro de sa parcelle.

#### Risques naturels

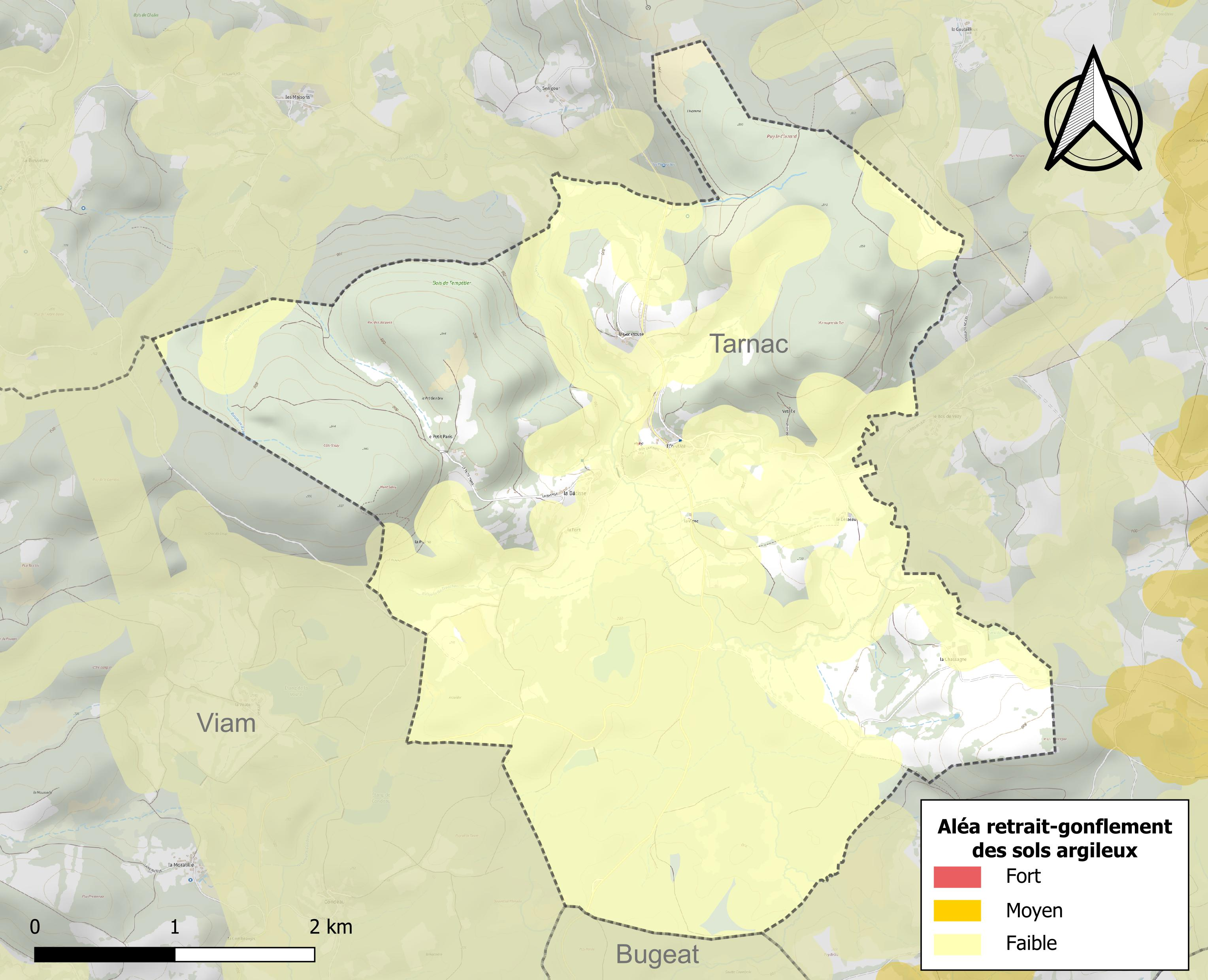
Carte des zones d'aléa retrait-gonflement des sols argileux de Toy-Viam.

Le retrait-gonflement des sols argileux est susceptible d'engendrer des dommages importants aux bâtiments en cas d’alternance de périodes de sécheresse et de pluie. Aucune partie du territoire de la commune n'est en aléa moyen ou fort (26,8 % au niveau départemental et 48,5 % au niveau national). Sur les 60 bâtiments dénombrés sur la commune en 2019,  aucun n'est en aléa moyen ou fort, à comparer aux 36 % au niveau départemental et 54 % au niveau national. Une cartographie de l'exposition du territoire national au retrait gonflement des sols argileux est disponible sur le site du BRGM,.
Concernant les feux de forêt, aucun plan de prévention des risques incendie de forêt (PPRIF) n’a été établi en Corrèze, néanmoins le code de l’urbanisme impose la prise en compte des risques dans les documents d’urbanisme. Le périmètre des servitudes d'utilité publique et des zones d'obligation légale de débroussaillement pour les particuliers est quant à lui défini pour la commune dans une carte dédiée. 

#### Risque particulier
Dans plusieurs parties du territoire national, le radon, accumulé dans certains logements ou autres locaux, peut constituer une source significative d’exposition de la population aux rayonnements ionisants. Certaines communes du département sont concernées par le risque radon à un niveau plus ou moins élevé. Selon la classification de 2018, la commune de Toy-Viam est classée en zone 3, à savoir zone à potentiel radon significatif. 

## Histoire
Vers l'an 1060, bénéficiaire d'une donation du vicomte d'Aubusson, l'abbaye de Tulle édifie sur le site une église afin d'en faire le centre d'une nouvelle paroisse.
Vers 1088, le vicomte Ramnulfe III d'Aubusson confirme le don fait par son père de l'église d'Altoire et de ses dépendances. Cette même année, à la demande des moines de l'abbaye de Tulle, les vicomtes d'Aubusson et les comtes de la Marche acceptent de "donner leur forêt (sylva) dite Altoire avec toutes les terres cultes et incultes qui en dépendent". En 1091, il est déjà question dans les textes de la dîme d'Altoire et non plus seulement de celle de Tarnac. En une dizaine d'années une paroisse s'est ainsi constituée autour de l'église Saint-Jacques d'Altoire, dont les limites déterminent une sorte d’enclave de 993 hectares sur la zone frontalière des paroisses de Viam et de Tarnac. Les limites de cette paroisse d'Altoire correspondent aujourd'hui à la commune de Toy-Viam. En fait, le village neuf est le siège non seulement d'une paroisse mais aussi d'un prieuré dépendant de l'abbaye de Tulle et tenu en 1106 par deux moines, dont la possession est cependant aussitôt violemment contestée (1106-1107) par les moines clunisiens du prieuré de Bort.
Vers 1700, c'est le petit groupe de religieux de Tarnac (curé et vicaires) qui gérait également la paroisse du Toy (écrit alors soit Touet, soit Toit). Outre son église, cette dernière possédait son propre cimetière. Les différents actes et sacrements figurent sur les registres paroissiaux de Tarnac, où on peut les retrouver assez facilement. Une moyenne de 5 baptêmes par an vers 1740, permet d'imaginer une population d'environ 120 habitants, le nombre restant assez stable au cours du XVIIIe siècle (à cause des crises de mortalité).

## Toponymie
Il existe plusieurs hypothèses concernant l'explication de Toy et les étymologistes ne sont pas d'accord entre eux.
Pour J. Coste, le toponyme viendrait de toye, l'ajonc, et serait issu du terme prélatin toyu, sans doute d'origine ibérique, qu'on retrouve par exemple dans le portugais tojo, de même sens.[réf. nécessaire]
Pour M. Villoutreix, la forme ancienne du toponyme, Altoire, puis Autoire, ferait plutôt penser à alto duros, « la forteresse sur la hauteur », du latin altuset du gaulois duros. Autoire aurait ensuite été compris comme Au Toire, ce qui expliquerait son évolution en Le Thoyr, puis en toy par suppression de l'article et du « r ».[réf. nécessaire]
Pour d'autres enfin, Toy viendrait de altoire, la fontaine. Mais toyre[pas clair] peut aussi venir de touvre qui désigne une sorte d'arbre, l'épine d'Espagne (du latin tuber).[réf. nécessaire]
Viam vient du nom d'homme gaulois Viamos[source insuffisante].
Viam vient de via (route) en latin. Toy, est un sobriquet ancien provenant de l’Occitan, et qui en Gascogne, dans le Pays de Toy, était un sobriquet autrefois utilisé par les gens du piémont pour désigner les habitants des hautes vallées pyrénéennes. Il semble plausible que l’occitan limousin en ait conservé une trace vernaculaire, que l'on ne retrouve nulle part ailleurs dans la région, pour désigner potentiellement ceux vivants plus haut sur les hauteurs du plateau de Millevaches, ou désigner un « petit » Viam voire la « petite route »[source insuffisante].
Une dernière hypothèse voudrait que Toy provienne d'une abréviation du nom du peuple « barbare » des Taïfales (en latin Taifali, Taifalae ou Theifali), tribu du peuple sarmate qui tient une place de second plan dans l'histoire des grandes invasions. D'abord localisés sur le cours inférieur du Danube, nomades et guerriers cavaliers, liés aux Goths, ils ont combattu puis servi les armées romaines. Ils se sont établis dans l'Empire romain à partir de la fin du IVe siècle, principalement en Aquitaine. Dans les armées romaines puis mérovingiennes, ils fournissent des unités de cavalerie d'importance significative. Au VIe siècle, la région qu'ils occupent dans l'ouest de la Gaule acquiert une identité spécifique, la Thifalia.
Il s'agirait de désigner dans Toy Viam le lieu sur la route des Taphales qui peuplèrent divers lieux sur le plateau de Millevaches et laissèrent d’ailleurs leurs traces dans le toponyme « Taphaleschat » , hameau sur les hauteurs du plateau à proximité de Millevaches.
On retrouve des caractéristiques physionomiques très marquées chez certains habitants de la montagne limousine venant de ce peuple originaire des steppes Mongoles. Ils accompagnent les Sarmates sur le Danube, et on les retrouve affrontant les Goths en 332. Après ce combat, ils signent un contrat (fœdus) avec Rome. Aux termes de ce contrat, certains sont autorisés à entrer légalement et pacifiquement dans l’empire, à s’y installer et à y cultiver des terres, moyennant une participation à la défense de l’empire. Des clans qui s’étaient alliés à des Goths pour attaquer l’empire en 377 sont battus et les survivants installés dans le Nord de l’Italie et en Gaule comme colons-cultivateurs.
En 378, des Taïfales sont mentionnés parmi les tribus accompagnant les Huns dans leur invasion de la Thrace et on retrouve leurs descendants en 451 combattant aux champs Catalauniques aux côtés d’Attila, tandis que d’autres suivent les Wisigoths dans l’empire après leur victoire sur l’empereur Valens à la bataille d’Andrinople.
L’histoire de ces derniers, peu nombreux, se mêle à celle des Wisigoths jusqu’à l’installation de ces derniers en Aquitaine en 418.
Peu après, ils s’installent dans le Nord du Poitou : une tribu est cantonnée à Poitiers, une autre s’installe dans le Bas-Poitou, vers Montaigu et Les Herbiers (Vendée) et aurait donné son nom au pays de Tiffauge. La commune de Taphaleschat, en Corrèze, doit son nom étrange à ce peuple, ainsi que les noms de Toufailles et Toufailloux, en Aquitaine et même celui de Chaufailles (anciennement Taïfailia) en Bourgogne.
Grégoire de Tours mentionne encore des Taïfales au VIe siècle, qui ont gardé un patronyme reconnaissable. Leur dernière mention en tant que groupe distinct date de l’an 561.

## Politique et administration
| Période    | Période   | Identité          | Étiquette | Qualité                    |
| ---------- | --------- | ----------------- | --------- | -------------------------- |
| avant 1988 | ?         | René Foures       | PCF       |                            |
| mars 1989  | mars 2014 | Danielle Terracol | PCF       |                            |
| mars 2014  | mai 2020  | Alain Houille     |           | Retraité Fonction publique |
| mai 2020   | En cours  | Danielle Terracol | PCF       |                            |

## Démographie
| 1793 | 1800 | 1806 | 1821 | 1831 | 1836 | 1841 | 1846 | 1851 |
| ---- | ---- | ---- | ---- | ---- | ---- | ---- | ---- | ---- |
| 125  | 210  | 208  | 182  | 217  | 247  | 302  | 301  | 319  |

| 1856 | 1861 | 1866 | 1872 | 1876 | 1881 | 1886 | 1891 | 1896 |
| ---- | ---- | ---- | ---- | ---- | ---- | ---- | ---- | ---- |
| 315  | 338  | 330  | 308  | 308  | 353  | 353  | 339  | 335  |

| 1901 | 1906 | 1911 | 1921 | 1926 | 1931 | 1936 | 1946 | 1954 |
| ---- | ---- | ---- | ---- | ---- | ---- | ---- | ---- | ---- |
| 318  | 335  | 290  | 225  | 183  | 176  | 166  | 136  | 109  |

| 1962 | 1968 | 1975 | 1982 | 1990 | 1999 | 2006 | 2011 | 2016 |
| ---- | ---- | ---- | ---- | ---- | ---- | ---- | ---- | ---- |
| 91   | 66   | 69   | 56   | 56   | 28   | 32   | 33   | 37   |

| 2021 | 2022 | - | - | - | - | - | - | - |
| ---- | ---- | - | - | - | - | - | - | - |
| 36   | 35   | - | - | - | - | - | - | - |

## Lieux et monuments
- Église Saint-Jacques-le-Majeur de Toy-Viam. Elle est inscrite à l'Inventaire général du patrimoine culturel[30].

## Personnalités liées à la commune
- L'écrivain contemporain Richard Millet (né à Viam en 1953), a situé plusieurs de ses romans explicitement à Toy-Viam.
- Frank Bouysse situe son roman Plateau à Toy-Viam (2016).

## Héraldique
| Blason de Toy-Viam | Blason  | D'argent à trois rochers de gueules, au chef d'azur à trois étoiles d'or. |
| Blason de Toy-Viam | Détails | Le statut officiel du blason reste à déterminer.                          |